# Октябрь Шестнадцатого
Октябрь Шестнадцатого ― роман русского писателя Александра Солженицына. Продолжение романа «Август Четырнадцатого», посвящённого вступлению России в Первую мировую войну. Книга объёмна по содержанию, имеет 75 глав, укомплектована картами России.
Октябрь Шестнадцатого повествует о российском обществе, находившемся на грани Русской революции. Солженицын выбирает в качестве персонажей представителей всех слоёв общества — от солдат и крестьян до царя Николая II, царицы Александры Федоровны, а также Ленина и Парвуса. В отличие от первого романа, книга не вращаются вокруг каких-либо конкретных исторических событий — вместо этого она в основном изображает повседневную жизнь своих героев.
Литературная форма произведения ― роман, по замыслу автора, должна была позволить ему соединить воедино то, что лучше всего можно описать как собрание эссе. Солженицын помещает длинные и подробные разговоры (обычно диалоги) между персонажами в своём романе в качестве способа представления своих политических и философских взглядов. Несколько вымышленных персонажей, являют собой образы очень тонко замаскированных исторических деятелей. В разговорах между героями поднимается множество вопросов, важных для понимания раскола общества в дореволюционной России. Хотя сам Солженицын открыто презирал левые/либеральные тенденции в российской политической мысли в тот период, в романе он даёт наиболее красочное представление о них наряду со своими собственными воззрениями.

## Содержание
Действие романа происходит в 1916 году. Русская армия воюет против немцев в районе белорусских лесов Дряговца и Голубовщины. Военные действия заморожены. Герой романа, Саня Лаженицын, вспоминает русское отступление под огнём немецкой артиллерии летом 1915 года. Он был участником этого события. В тылу, в Москве и Петрограде обсуждают бесполезность войны, растущее недовольство действиями правительства. Корпусные командиры, Мрозовский и Куропаткин, вели войну без успеха, но, несмотря на это, удостоились служебного повышения. Полковник Воротынцев, будучи в отпуске, отправился в Петроград. 
Саня встретил бригадного священника, отца Северьяна. Отец Северьян рассказал ему,  что отпускал душу тяжелораненому солдату Чевердину. Старообрядец Чевердин обвинял «государственного» священника в неимении истинной благодати.  Лаженицын вспоминает из истории гонения на «раскольников» XVII-XVIII веков. По мнению А. И. Солженицын в них преследовалась лучшая часть русского народа. 
Разговор постепенно перешел на учение Льва Толстого. Саня говорит, что он приемлет толстовское отрицание внешней обрядности, даже и самого креста! Отец Северьян говорит, что: «Толстой вовсе и не христианин, никуда он из православия не вышел в старости – а никогда в православии и не был. Толстой – прямой плод вольтерьянского нашего дворянства, которому из аристократической гордости не хватило смирения перенять народную веру. Мол, раз я тоже буду вместе с вами верить, так я вам эту двухтысячелетнюю веру сразу и реформирую! Толстой повторяет самый примитивный протестантизм, из Евангелия выбросил две трети, взял от религии одну низшую её часть, этику – и ещё величается этим. А высшее общество, которому не нужна никакая вера, которому плевать и на толстовское учение прославляет Льва Николаевича из оппозиционного к власти задора: ах, как великий писатель клянёт государство и церковь!»
В последующих главах Солженицын даёт обзор взаимоотношений между российской властью и обществом на рубеже XIX-XX веков, рассматривает эпоху реформ Александра II, народнический террор, контрреформы Александра III, описывает, как русское правительство в начале царствования Николая II не приняло умеренные земские проекты преобразований – и поплатилось за это вспышкой революционных убийств.

## Отзывы
А. С. Черняев в своем дневнике 15 января 1989 г. записал реакцию генсека Горбачева на прочтение «Ленина в Цюрихе» Солженицына: "Сильнейшая штука. Злобная, но талантливая. И потом (непередаваемо на бумаге) ходил по кабинету, останавливался, жестикулировал, садился на стул, съёжившись, согнувшись, изображая солженицынского Ленина..."

## Персонажи
- Георгий Михайлович Воротынцев — полковник, 40 лет. Командир полка в 9-й армии на Румынском фронте. По сюжету романа отправляется с фронта в отпуск в Москву, к жене Алине, далее в Петроград, в Ставку в Могилёве и возвращается в полк. Закончил Александровское военное училище в Москве. Три года учился в Академии Генштаба. Женился в 1906 году.
- Саня (Исаакий) Лаженицын — подпоручик, 25 лет. Командир взвода артиллерийской батареи на фронте в Гренадерском корпусе в Западной Белоруссии (восточнее Барановичей). Учился в университете, пошёл на войну добровольцем. Прототипом послужил отец автора.

- Фёдор Дмитриевич Ковынёв — писатель и очеркист, 46 лет. Пишет роман «Тихий Дон». Учился в Петербурге, на историко-филологическом. Преподавал в орловской и тамбовской гимназиях. Член Первой Государственной Думы. Прототип: писатель Фёдор Дмитриевич Крюков. Солженицын: Для фрагментной главы «Из записных книжек Фёдора Ковынёва» использованы спрессованные отрывки из опубликованных рассказов Ф.Крюкова и личный архив — его неопубликованные письма, дневники и письма к нему его бывшей орловской гимназистки Зинаиды Румницкой.
- Зина Алтанская — 22 года, страстно любит Фёдора. Фёдор Ковынёв преподавал в тамбовской гимназии, где она училась.

### в Москве
- Алина Воротынцева — жена (с 1906 года) Георгия Воротынцева, 31 год. Дочь действительного статского советника, окончила борисоглебскую гимназию.
- Сусанна Иосифовна Корзнер — подруга Алины, 35 лет. Еврейка, жена известного московского адвоката Давида Корзнера.
- Варсонофьев Павел Иванович (61 год) — aka «Звездочёт», мыслитель и визионер, бывший депутат Второй Думы.
- семья Смысловских — пять братьев и сестра, квартира возле Сивцева Вражка (Солженицын писал, что прототипом Смысловских была реальная семья):
  - подполковник Всеволод Смысловский
  - Павел, преподавал математику в Александровском училище
  - Алексей, полковник
  - Михаил, командир Гренадерской артиллерийской бригады
  - Елизавета Константиновна

### в Петрограде
- Ольда Орестовна Андозерская, 37 лет — профессор всеобщей истории, незамужняя. Солженицын: «Через Андозерскую частью изложена система взглядов на монархию профессора Ивана Александровича Ильина».
- Вера Воротынцева, 26 лет — сестра Георгия Воротынцева. Библиограф Публичной библиотеки в Петрограде.
- Пётр Акимович Ободовский, 41 год  — бывший горный инженер, социалист по убеждениям. Создал Комитет военно-технической помощи при гучковском Центральном военно-промышленном комитете. Прототип: Пальчинский, Пётр Иоакимович.
- Нина (Нуся) Ободовская, 37 лет — жена Петра Ободовского.
- Михаил Дмитриевич Дмитриев — инженер, соратник Ободовского. (Вера Воротынцева тайно влюблена в него)
- Козьма Антонович Гвоздев, 34 года — председатель Рабочей группы при Центральном военно-промышленном комитете.
- Александр Шляпников, 31 год — «главарь» петроградских большевиков.
- Матвей Рысс (товарищ Вадим), 22 года — студент Психо-неврологического института, большевицкий агитатор на Обуховском заводе.
- Вероника Ленартович (товарищ Мария), 21 год — сестра Саши Ленартовича. Учится на Бестужевских курсах в Петербурге. Новый большевицкий агитатор на Обуховском заводе.
- Ликоня (Еликонида) — бестужевская курсистка, знающая Андозерскую.